# Unbroken (álbum de Katharine McPhee)
Unbroken é o segundo álbum de estúdio da cantora norte-americana Katharine McPhee, lançado em 5 de janeiro de 2010, que tem como primeiro single a canção "Had It All". O álbum estreou na posição #27 da Billboard 200, com a venda de 15 mil cópias em sua primeira semana nos Estados Unidos.

## Faixas
1. "It's Not Right" (Lucie Silvas, Gary Go) – 3:54
2. "Had It All" (Kara DioGuardi, Mitch Allan, David Hodges) – 3:06
3. "Keep Drivin'" (Katharine McPhee, Chris Tompkins, Rachael Yamagata) – 3:57
4. "Last Letter" (Barry Dean, Luke Laird, McPhee) – 3:20
5. "Surrender" (McPhee, Ingrid Michaelson, Marshall Altman) – 3:42
6. "Terrified" (feat. Jason Reeves)" (DioGuardi, Jason Reeves) – 3:56
7. "How" (Silvas, Mike Busbee, Alexander James) – 3:32
8. "Say Goodbye" (Troy Verges, Aimee Mayo, Chris Lindsey, Hillary Lindsey) – 3:46
9. "Faultline" (Silvas, Shridhar Solanki, Rachel Thibodeau) – 4:14
10. "Anybody's Heart" (Dean, Laird, McPhee) – 3:21
11. "Lifetime" (Boots Ottestad, McPhee) – 3:11
12. "Unbroken" (Paula Cole, McPhee) – 4:17
13. "Brand New Key" (Melanie Safka) – 2:59